# Oemopteryx fosketti
Oemopteryx fosketti är en bäcksländeart som först beskrevs av William Edwin Ricker 1965.  Oemopteryx fosketti ingår i släktet Oemopteryx och familjen vingbandbäcksländor. Inga underarter finns listade i Catalogue of Life.